# 소셜포비아
《소셜포비아》는 2015년 3월 12일에 개봉한 대한민국의 영화이다.

## 줄거리
인터넷에서 벌어진 시비로 '자살한 사람의 죽음이 타살일 거라는 음모론'에 빠진 아이들의 이야기.
노량진에서 경찰고시를 준비하는 지웅과 용민. 어느날 용민과 지웅은 인터넷에서 모집하는 현피 방송에 참여하게 된다. 9명의 현피 멤버들이 모이고, 현피 상대인 민하영의 집에 찾아가서 발견한 것은 목 매달아 자살한 그녀의 시체. 이 모든 게 인터넷 상에서 생중계되고 있다.경찰 조사에서 경찰 시험에 붙어도 인성 면접에서 떨어질 것이란 이야기를 들은 지웅과 용민. 그리고 인터넷에서 신상이 털리고 마녀사냥을 당하기 시작한 현피 멤버들은 억울함을 풀기 위해 민하영 자살사건의 의혹을 파헤쳐나가기 시작한다.

## 캐스팅
- 변요한 - 김지웅 역
- 이주승 - 하용민 역
- 류준열 - BJ 양게 역
- 하윤경 - 민하영 / 레나 역
- 유대형 - 병무 역
- 박근록 - 문혁 역
- 오희준 - 군인 역
- 임지호 - 고딩 1 역
- 김용준 - 고딩 2 역
- 정재우 - 기섭 역
- 전신환 - 장세민 역
- 이강욱 - 형주 역
- 변진수 - 진구 역
- 배유람 - 정배 역
- 김희창 - 형사 역
- 김종수 - 백천욱 교수 역
- 남문철 - 하영 부 역

## 수상
- 2016년 제3회 들꽃영화상 극영화 신인감독상 홍석재
- 2016년 제21회 춘사영화상 신인감독상 홍석재
- 2016년 제11회 맥스무비 최고의 영화상 최고의 남자신인배우상 류준열
- 2016년 제11회 맥스무비 최고의 영화상 최고의 독립영화상
- 2016년 제7회 올해의 영화상 신인 남우상 변요한
- 2015년 제24회 부일영화상 신인 감독상 홍석재
- 2015년 제 24회 부일영화상 신인 남자연기상 변요한
- 2014년 제40회 서울독립영화제 관객상 홍석재
- 2014년 제40회 서울독립영화제 독립스타상 변요한
- 2014년 제19회 부산국제영화제 넷팩상(아시아영화진흥기구상) 홍석재
- 2014년 제19회 부산국제영화제 한국영화감독조합상- 감독상 홍석재